# Jinja (heiligdom)

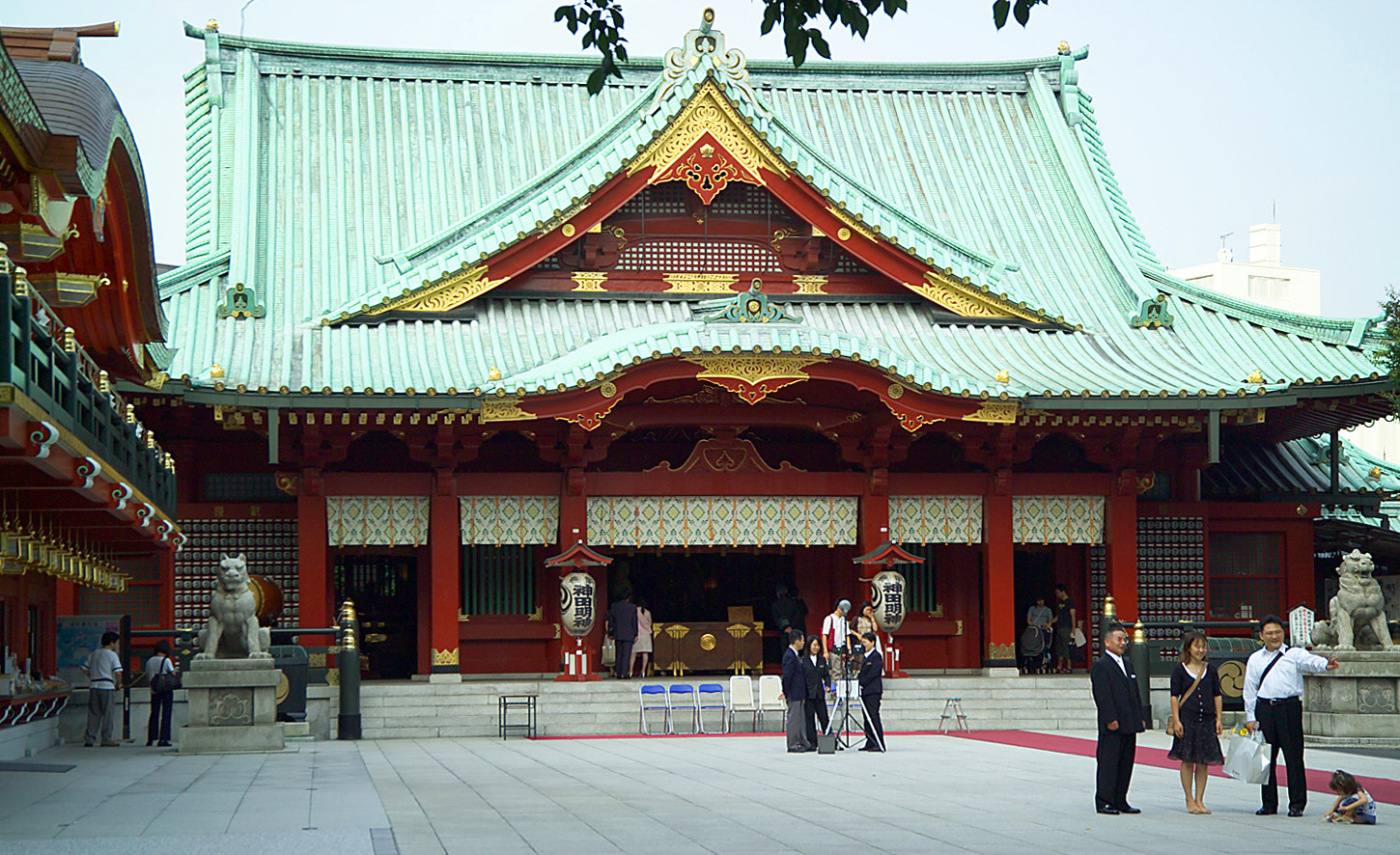
Jinja in Tokyo

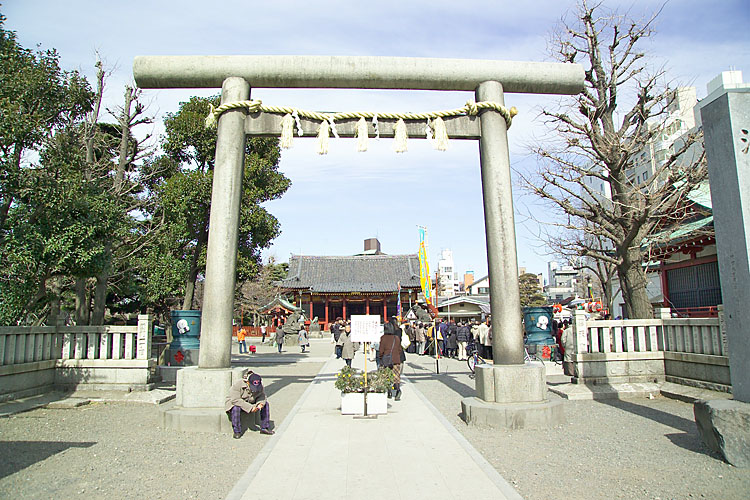
Torii en jinja in Taito-ku

Een jinja of shintoschrijn (Japans: 神社) is een shintoheiligdom. In het algemeen wordt de term jinja gebruikt voor de gebouwen van het heiligdom. In een jinja wordt een kami vereerd.

## Oorsprong
Men gaat ervan uit dat jinja's oorspronkelijk gemaakt werden voor periodieke festivals bij heilige plaatsen, zoals bergen. Vroeger werd geloofd dat kami's zich net als dieren voortbewogen en daardoor geen vaste plek hadden. Later werd geloofd dat kami's zich vestigden in jinja's. Vanaf is men blijvende jinja's (ook wel shaden (社殿) genoemd) gaan bouwen. De shaden is een boeddhistisch verschijnsel.

## Opbouw van jinja's
Een jinja bezit meerdere gebouwen; een honden (本殿) en een haiden (拝殿). De eerstgenoemde is een gebouw waar goshintai (御神体) is, ofwel 'het heilige lichaam van de kami'. Andere objecten zijn drie torii's (鳥居) die als afbakening dienen, de chōzuya (手水舎) waar men zijn mond en hand kan reinigen en shamusho (社務所) die de jinja onderhouden.

## Bekende jinja's
- Ise Jingu
- Itsukushima
- Nikko Toshogu
- Toshogu